# Carl D. Perkins

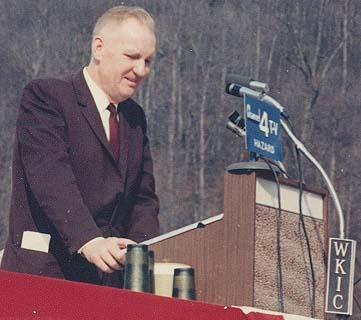
Carl D. Perkins

Carl Dewey Perkins (* 15. Oktober 1912 in Hindman, Knott County, Kentucky; † 3. August 1984 in Lexington, Kentucky) war ein US-amerikanischer Politiker. Zwischen 1949 und 1984 vertrat er den Bundesstaat Kentucky im US-Repräsentantenhaus.

## Werdegang
Carl Perkins besuchte die öffentlichen Schulen im Knott County, die Hindman High School und zwei weitere Colleges in Kentucky. Nach einem anschließenden Jurastudium an der University of Louisville und seiner 1935 erfolgten Zulassung als Rechtsanwalt begann er in Hindman in diesem Beruf zu arbeiten. Danach wurde er Staatsanwalt im 31. Gerichtsbezirk von Kentucky. Im Jahr 1941 wurde er Bezirksstaatsanwalt im Knott County. Während des Zweiten Weltkrieges war er als Soldat der US Army auf dem europäischen Kriegsschauplatz eingesetzt.
Politisch war Perkins Mitglied der Demokratischen Partei. Bereits im Jahr 1940 saß er als Abgeordneter im Repräsentantenhaus von Kentucky. Nach dem Krieg blieb er bis zum 1. Januar 1948 Staatsanwalt im Knott County. Danach wurde er Berater der Autobahnverwaltung (Highway Commission) von Kentucky. Bei den Kongresswahlen des Jahres 1948 wurde Perkins im siebten Wahlbezirk von Kentucky in das US-Repräsentantenhaus in Washington, D.C. gewählt, wo er am 3. Januar 1949 die Nachfolge des Republikaners Wendell H. Meade antrat. Nach 17 Wiederwahlen konnte er bis zu seinem Tod am 3. August 1984 im Kongress verbleiben. Von 1967 bis zu seinem Tod war er dort Vorsitzender des Bildungs- und Arbeitsausschusses. In seine 35-jährige Zeit im US-Repräsentantenhaus fielen unter anderem der Koreakrieg, der Vietnamkrieg, die Bürgerrechtsbewegung und die Watergate-Affäre.  Nach seinem Tod wurde sein 1954 geborener Sohn Carl als sein Nachfolger in den Kongress gewählt.